# Пам'ятник Богданові Хмельницькому (Біла Церква)
Пам'ятник Богданові Хмельницькому в Білій Церкві — пам'ятник у районному центрі Київської області місті Білій Церкві на честь гетьмана України Богдана Хмельницького.

## Розташування та опис
Пам'ятник розташований у міському парку культури і відпочинку імені Шевченка біля Соборної площі у напрямку руху до вулиці ГординськогоБілої Церкви.
Білоцерківський пам'ятник Богданові Хмельницькому являє собою сидячу бронзову фігуру гетьмана, встановлену на відносно високий, але плаский прямокутний постамент, облицьований плитами, доповнений по периметру стилобатом.
Гетьман Богдан Хмельницький постав у металі не тільки як полководець, а як державний діяч в задумі про долю України. В руках у державця — символи влади.
На постамені нанесена інформація: У визвольній війні 1648—1654 рр. під керівництвом Богдана Хмельницького Біла Церква була опорним пунктом боротьби українського народу проти польсько-шляхетського поневолення.

## З історії
Біла Церква має давні славні  
```
Козаки козацькі традиції — тривалий час гетьман Богдан Хмельницький з основними своїми силами перебував у Білоцерківському замку, розсилаючи звідси по всій Україні заклики до боротьби. Тут, в укріпленому таборі він сформував 70-тисячне селянсько-козацьке військо. Пізніше, в березні 
1651
 року, Б. Хмельницький писав з Білої Церкви листи російському цареві 
Олексію Михайловичу
 з проханнями прискорити вирішення питання про союз України з Росією. Восени 
1651
 року селянсько-козацьке військо, знекровлене поразкою у 
битві під Берестечком
, все ж зупинило під Білою Церквою об'єднані польсько-литовські війська. 
18 вересня
 того ж року (
1651
) Богдан Хмельницький уклав з польським урядом тяжкий для України 
Білоцерківський договір
, щоб дати можливість українському народові виграти час для згуртування сил на боротьбу з ворогами.
```

Дивіться більш докладно: Хмельниччина, Білоцерківський мирний договір 1651, Битва під Берестечком.
В ознаменування видатного діяча української історії, що також пов'язаний із містом, пам'ятник Богдану Хмельницькому був відкритий у 1983 році до 950-річчя Білої Церкви. Скульптуру виготовили в ливарному цеху заводу «Сільмаш» ливарники П. Вовчок та І. Гаврилюк з інженером-технологом В. Гусєвим за моделлю заводського художника В. Губрія.

## Джерело-посилання
- Пам'ятник Б.Хмельницькому (у Білій Церкві) [Архівовано 4 грудня 2014 у Wayback Machine.] на www.rtv.com.ua («ПАМ'ЯТКИ БІЛОЇ ЦЕРКВИ») [Архівовано 10 грудня 2016 у Wayback Machine.]